# Двадесета египатска династија
Двадеста династија, осамнаеста династија и деветнаеста династија се често називају, једним именом, Ново краљевство. Ова се династија сматра последњом у Новом краљевству, а следио ју је Трећи прелазни период Египта.

## Владари
Двадесету династију је основао Сетнат, али једини познатији члан је био Рамзес III, који је као свој узор имао Рамзеса II Великог.

## Пљачке гробове
Период ових владара је карактеристичан по почетку систематске пљачке краљевских гробница. Многи од докумената који датирају из овог периода се тичу истрага и казни за ова недела, посебно у доба владавине Рамзеса IX и Рамзеса XI.

## Пад династије
Слично као што се догодило с претходном Деветнаестом династијом, и ова је постала жртвом сукоба међу наследницима Рамзеса III. Тако је познато да су најмање три сина Рамзеса III преузела власт под именима Рамзес IV, Рамзес VI и Рамзес VIII. Поред тога Египат је у исто време постао жртва неколико сушних периода, ниског водостаја Нила, глади, побуна и корупције; што је све поткопавало краљевски ауторитет. Власт последњег фараона двадесете династије Рамзеса XI је тако ослабила да су Високи свештеници Амона у Теби у ствари постали владари Горњег Египта, док је Смендес контролисао Доњи Египат још и пре смрти Рамзеса XI. Смендес је временом основао Двадесетпрву династију у Танису.